# 道の駅崎津
道の駅崎津（みちのえき さきつ）は、熊本県天草市にある市道小島・小高浜線の道の駅である。

## 施設
- 駐車場 56台
- トイレ 13器
- ガイド・展示スペース
- 総合情報発信コーナー
- 情報発信・休憩コーナー
- 多目的広場
- EV充電器 2基
- コミュニティセンター
- グラウンド
- 世界遺産「長崎と天草地方の潜伏キリシタン関連遺産」崎津集落インフォメーションセンター

## 周辺
- 国道389号